# Saccoloma adiantoides
Saccoloma adiantoides là một loài thực vật có mạch trong họ Dennstaedtiaceae. Loài này được (Sw.) Mett. miêu tả khoa học đầu tiên năm 1861.